# Álvaro Perea Chacón
Álvaro Perea Chacón es un director de cine, guionista y periodista colombiano, reconocido por su largometraje Una selfie con Timochenko (2017) y por su documental De sicario a Youtuber (2018).

## Biografía

### Primeros años y estudios
Perea estudió comunicación social y periodismo en la Universidad de La Sabana en Cundinamarca. Más adelante cursó un master en guion cinematográfico en la Universidad Menéndez Pelayo en España y una maestría en ciencias políticas en la Universidad Javeriana.

### Carrera
Empezó a desempeñarse como libretista y realizador a finales de la década de 1990, participando en un gran número de producciones para el Canal RCN. En 2001 dirigió el cortometraje La laguna roja, producción que fue exhibida en el Festival de Cine de Mar del Plata. En la década de 2010 logró reconocimiento nacional tras dirigir exitosos documentales, largometrajes y series como Ya sabe quién soy yo (2015), Colombia adulterada (2016), Del mismo modo y en sentido contrario (2016), Una selfie con Timochenko (2017), Cuando Colombia se volvió Macondo (2017) y De sicario a Youtuber (2018).

## Filmografía destacada
- 2002 - La laguna roja
- 2016 - El Uribólogo
- 2016 - Ya sabe quién soy yo
- 2016 - Del mismo modo y en sentido contrario
- 2016 - Colombia adulterada
- 2017 - Una selfie con Timochenko
- 2017 - Cuando Colombia se volvió Macondo
- 2018 - De sicario a Youtuber